# 猫奴
「貓奴」一詞在华语地區中，指愛貓人士對自己的戲稱，视猫为主子而人类自身为奴才般，甘願為心愛的貓咪花錢，供其驅策，不辭勞苦甚至不分晝夜地提供飲食，清理貓砂。